# Peter Skrzynecki
Peter Michael Skrzynecki, född den 6 april 1945 i Tyskland, är en australisk poet med polsk/ukrainskt ursprung.